# 膿胸

膿胸（のうきょう、英: pyothorax, empyema）は、胸腔内に膿性滲出液が貯留した状態。全身性の敗血症、外傷などを原因とする。発熱、元気消失、胸痛などの症状を示し、一般に重篤。治療には穿胸術による膿の除去、胸腔洗浄を行い、適切な抗菌薬を投与する。また、症例に応じて対症療法を行う。